# 타다노
주식회사 타다노(일본어: 株式会社タダノ, 영어: TADANO Ltd.)는 일본의 중장비 제조 회사이다.

## 역사
- 1919년: 회사 설립
- 1948년: 타다노 철공소 설립

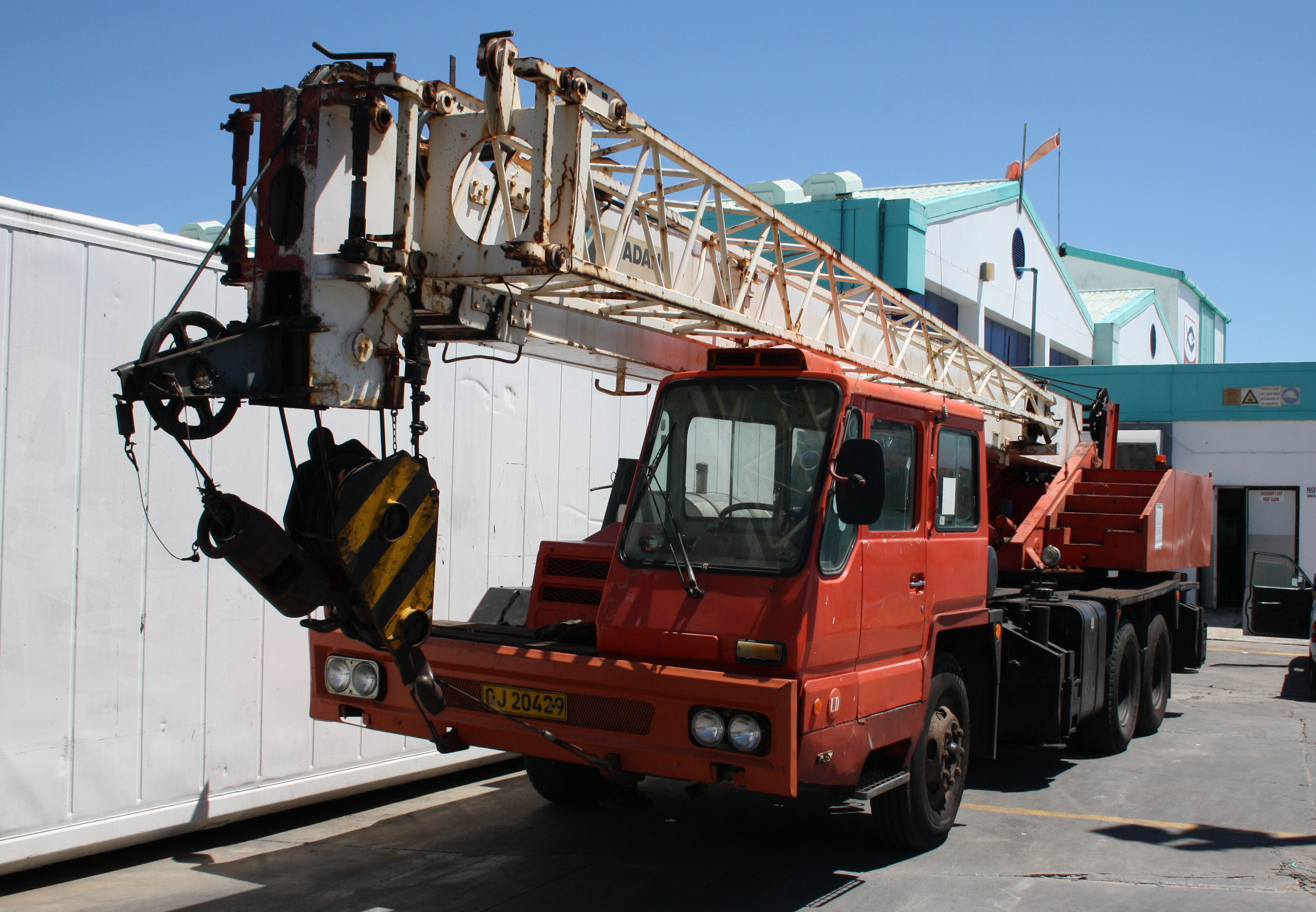
타다노의 한 중장비

- 1955년: 일본 최초의 유압식 트럭 기중기 제작
- 1960년: 최초로 인도네시아에 기중기 수출[1]
- 1962년: 오사카 증권 거래소 시장에 상장
- 1971년: 도쿄 증권 거래소 시장에 상장
- 1989년: 현재의 회사 사명으로 변경
- 2019년: 독일의 크롤라크레인 브랜드인 데막 크레인을 인수

## 주력 제품
- 건설용 기중기
- 전지형 기중기 - 100톤 ~ 550톤
- 험지형 기중기 - 4.9톤 ~ 80톤
- 트럭 기중기 - 20톤 ~ 360톤
- 전지형 크레인 - 50톤 ~ 1000톤 (DEMAG CRANE)
- 크롤라 크레인 - 400톤 ~ 3200톤 (DEMAG CRANE)
- 차량 적재형 트럭(화물 기중기)
- 고소 작업차
- 목적 특제품
- 중장비 운반차
- 차량 운반차
- 고가 및 교량 점검차
- 궤도 및 육상 점검차
- 견인차

## 주요 자회사

### 일본 사업부
- 타다노 아이메스
- 시코쿠 기공
- 타다노 엔지니어링
- 타다노 에스 테크
- 타다노테크노 동일본
- 타다노테크노 서일본
- 타다노 교습센터
- 콩코드 리스앤 금융
- 타다노 산업
- 타다노 시스템즈
- 타다노 물류

### 해외 사업부
- FAUN GmbH (유럽)
- TADANO FAUN GmbH (유럽)
- TADANO FAUN Holland B.V. (유럽)
- TADANO FAUN Stahlbau GmbH (유럽)
- DEMAG CRANE Gmbh (유럽)
- TADANO America Holdings, Inc. (북아메리카)
- TADANO America Corporation (북아메리카)
- TADANO MANTIS Corporation (북아메리카)
- TADANO Asia Pte Ltd. (아시아)
- TADANO South China Co., Ltd. (아시아)
- TADANO Korea Co., Ltd. (아시아)
- JC-TADANO (Beijing) Hydraulic Co., Ltd. (아시아)